# Donja Trnava (Prokuplje)
Pour les articles homonymes, voir Donja Trnava et Trnava (homonymie).
Donja Trnava (en serbe cyrillique : Доња Трнава) est une localité de Serbie située dans la municipalité de Prokuplje, district de Toplica. Au recensement de 2011, elle comptait 1 392 habitants.
Donja Trnava est officiellement classée parmi les villages de Serbie.

## Démographie

### Évolution historique de la population
| 1948  | 1953  | 1961  | 1971  | 1981  | 1991  | 2002  | 2011  |
| ----- | ----- | ----- | ----- | ----- | ----- | ----- | ----- |
| 1 688 | 1 797 | 1 847 | 1 772 | 1 740 | 1 699 | 1 600 | 1 392 |

|  |